# Evan Ferguson
Evan Joe Ferguson (Dublin, 2004. október 19. –) ír válogatott labdarúgó, az olasz AS Roma játékosa kölcsönben a Premier League-ben szereplő Brighton & Hove Albion csapatától. Posztját tekintve csatár.

## Statisztika

### Klubcsapatokban
2023. szeptember 2-i állapot szerint.
| Csapat                     | Szezon           | Bajnokság            | Bajnokság | Bajnokság | Kupa | Kupa  | Ligakupa | Ligakupa | Egyéb | Egyéb | Összesen | Összesen |
| Csapat                     | Szezon           | Osztály              | P.        | Gólok     | P.   | Gólok | P.       | Gólok    | P.    | Gólok | P.       | Gólok    |
| -------------------------- | ---------------- | -------------------- | --------- | --------- | ---- | ----- | -------- | -------- | ----- | ----- | -------- | -------- |
| Bohemians                  | 2019             | LOI Premier Division | 1         | 0         | 0    | 0     | 0        | 0        | 0     | 0     | 1        | 0        |
| Bohemians                  | 2020             | LOI Premier Division | 2         | 0         | 1    | 0     | —        | —        | —     | —     | 3        | 0        |
| Bohemians                  | Összesen         | Összesen             | 3         | 0         | 1    | 0     | 0        | 0        | 0     | 0     | 4        | 0        |
| Brighton & Hove Albion U23 | 2021–2022        | —                    | —         | —         | —    | —     | —        | —        | 2     | 1     | 2        | 1        |
| Brighton & Hove Albion U23 | 2022–2023        | —                    | —         | —         | —    | —     | —        | —        | 3     | 1     | 3        | 1        |
| Brighton & Hove Albion U23 | Összesen         | Összesen             | —         | —         | —    | —     | —        | —        | 5     | 2     | 5        | 2        |
| Brighton & Hove Albion     | 2021–2022        | Premier League       | 1         | 0         | 2    | 0     | 1        | 0        | —     | —     | 4        | 0        |
| Brighton & Hove Albion     | 2022–2023        | Premier League       | 19        | 6         | 4    | 3     | 2        | 1        | —     | —     | 25       | 10       |
| Brighton & Hove Albion     | 2023–2024        | Premier League       | 4         | 4         | 0    | 0     | 0        | 0        | 0     | 0     | 4        | 4        |
| Brighton & Hove Albion     | Összesen         | Összesen             | 24        | 10        | 6    | 3     | 3        | 1        | —     | —     | 33       | 14       |
| Karrier összesen           | Karrier összesen | Karrier összesen     | 27        | 10        | 7    | 3     | 3        | 1        | 5     | 2     | 42       | 16       |

1. 1 2  Pályára lépések az EFL Trophy-ban

### A válogatottban
2023. június 19-i állapot szerint.
| Válogatott | Év       | Pályára lépések | Gólok |
| ---------- | -------- | --------------- | ----- |
| Írország   | 2022     | 2               | 0     |
| Írország   | 2023     | 4               | 2     |
| Összesen   | Összesen | 6               | 2     |

#### Gólok a válogatottban
| Gól | Dátum             | Helyszín                        | Vál. | Ellenfél   | Eredmény | Végeredmény | Torna                    | For.  |
| --- | ----------------- | ------------------------------- | ---- | ---------- | -------- | ----------- | ------------------------ | ----- |
| 1   | 2023. március 22. | Aviva Stadion, Dublin, Írország | 3    | Lettország | 2–0      | 3–2         | Barátságos               | [ 5 ] |
| 2   | 2023. június 19.  | Aviva Stadion, Dublin, Írország | 6    | Gibraltár  | 2–0      | 3–0         | Európa-bajnoki selejtező |       |